# Dipoenura fimbriata
Dipoenura fimbriata är en spindelart som beskrevs av Simon 1909. Dipoenura fimbriata ingår i släktet Dipoenura och familjen klotspindlar. Inga underarter finns listade i Catalogue of Life.